# Meuria Seuleumak
Meuria Seuleumak is een bestuurslaag in het regentschap Aceh Utara van de provincie Atjeh, Indonesië. Meuria Seuleumak telt 266 inwoners (volkstelling 2010).